# Іпполіта Марія Сфорца
Іпполіта Марія Сфорца (італ. Ippolita Maria Sforza; 18 квітня 1446, Кремона — 20 серпня 1484 , Неаполь
) — герцогиня Калабрійська, перша дружина Альфонса Калабрійського, майбутнього короля Неаполя Альфонса II.

## Біографія
Народилася в Кремоні. Старша дочка герцога Міланського Франческо Сфорца (23 липня 1401 — 6 березня 1466) і Бьянки Марії Вісконті, останньої представниці роду Вісконті (31 березня 1425 — 28 жовтня 1468). Отримала чудову освіту. Філософію і грецьку мову їй викладав візантійський учений і філолог, який влаштувався при Міланському дворі, Костянтин Ласкаріс. Відомо, що в 1459 на Мантуанському соборі 14-річна Іпполіта виступила з вітальною промовою, зверненою до папи Пію II.

У дев'ятнадцять років, 10 жовтня 1465 року, була видана заміж за старшого сина Фердинанда Неаполітанського і Ізабелли ді Кьярамонте Альфонса. Шлюб, рішення про яке було прийнято ще в 1455 році, зміцнював політичний союз Неаполітанського королівства і герцогства Міланського, найвпливовішої держави Північної Італії. У шлюбі Іпполіта була нещасна: її чоловік славився своїми любовними пригодами, а крім того був неосвіченим і жорстоким. Філіп де Коммін так відгукнувся в своїх «Мемуарах» про нього і його батька: 
 Обидва вони вчинили насильство над багатьма жінками. До церкви вони не відчували ніякої поваги і не корилися її звичаям … Син ніколи не дотримувався посту і навіть виду не робив. Вони обидва багато років прожили без сповіді і причастя. Так що гірше, ніж вони, і жити неможливо.

Освічена і розумна герцогиня при своєму маленькому Калабрійському дворі зібрала ціле сузір'я людей мистецтва, яким надавала заступництво. Іпполіта привезла з Мілана двох своїх вчителів — Ласкаріса і Бальдо Мартореллі, останній був її секретарем, на цій посаді його змінив Джованні Понтано. Сама Іпполіта особливо цікавилася літературою, збирала книги і в години дозвілля бралася за перо. Мазуччо, присвячуючи Іпполіті Марії «Новелліно», так звертається до неї в Пролозі: 
 Її ж [книгу] хочу я присвятити і послати тобі, єдиній заступниці і світочу наших Італійських країн, бо твоє вишукане, витончене красномовство і надзвичайна тонкість судження допоможуть тобі очистити її від тих рожевих плям, якими вона рясніє, і я сподіваюся, що, відсікаючи і усуваючи все зайве в моїй негідній праці, ти зможеш прийняти її в твоє величне і прославлене книгосховище.
 Наприкінці 1470 — початку 1480-х років Іпполіта Марія отримала велику самостійність при дворі: виступала посередником між Неаполем і Міланом. Підтримувала вона і Лоренцо Медічі: спочатку фінансово, а потім в ролі політичного радника.
Листи Іпполіти Марії періоду 1475—1482 років були видані в Болоньї в 1893 році.
Померла в Неаполі у віці 38 років, за 10 років до того, як її чоловік зайняв Неаполітанський престол.

## Діти
Від шлюбу з Альфонсом II :
- Фердинанд II (26 липня 1469 — 07 жовтня 1496), король Неаполя в 1495—1496 рр.
- Ізабелла (2 жовтня 1470 — 11 лютого 1524), дружина міланського герцога Джан Галеаццо II (1469—1494)
- П'єро (31 березня 1472 — 17 лютого 1491), герцог Россано

## Іпполіта Марія Сфорца в мистецтві

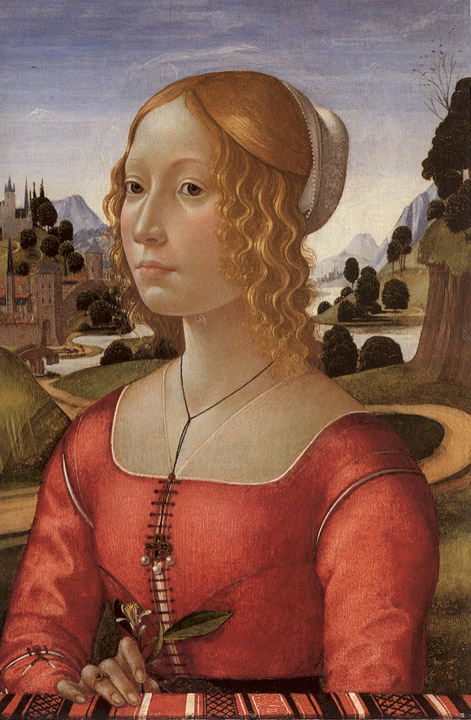
Доменіко Марія Гірландайо «Портрет дами» — ідентифікований як зображення Іпполіти Марії Сфорца

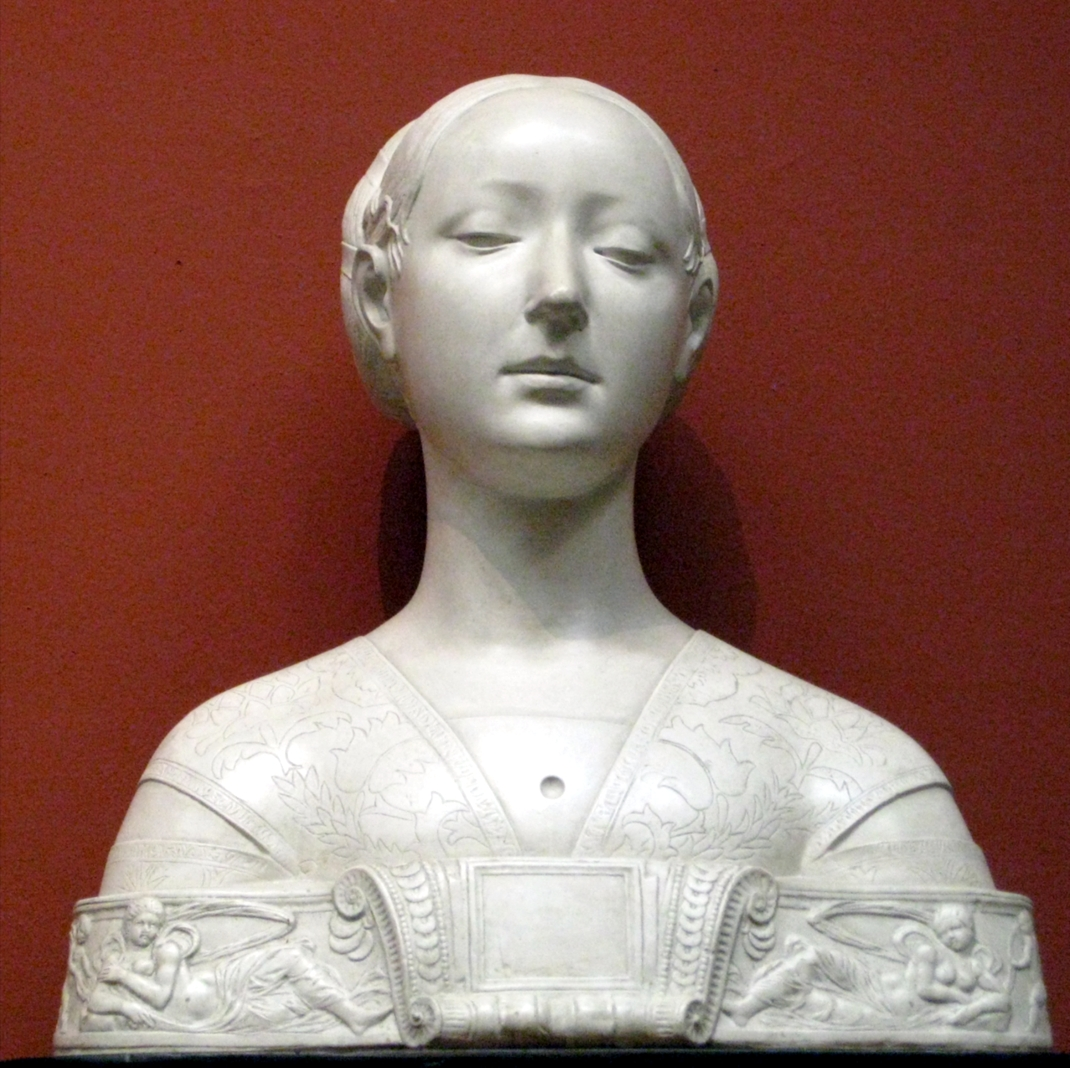
Франческо Лаурана, Іпполіта Марія Сфорца (?)

Існує значна кількість портретів Іпполіти Марії, починаючи з дитячого віку. Один з найбільш знаменитих — бюст роботи скульптора Франческо Лаурани. Це певною мірою ідеалізований образ юної жінки. Втім, деякі історики мистецтва вважають, що це портрет Елеонори Арагонської.